# Gunilla Hermansson
Gunilla Hermansson, född 1974, är professor i litteraturvetenskap vid Göteborgs universitet.

## Biografi
Hermansson började studera nordisk litteratur vid Köpenhamns universitet. 2003 disputerade hon på en avhandling om Törnrosens bok av Carl Jonas Love Almqvist. Därefter var hon postdoktor vid Köpenhamns universitet och redaktör vid utgivningen av Samlede skrifter av H.C. Andersen. 2009 började hon undervisa vid institutionen för litteratur, idéhistoria och religion vid Göteborgs universitet. Sedan 2016 är hon professor vid samma institution.
Hermansson har i sin forskning fokuserat på romantik, avantgarde och modernism i nordisk litteratur. Detta har hon gjort genom textnära tolkningar, teoretisering kring relationen mellan estetik, form och ideologi, samt genom ett intresse för litteraturhistorieskrivningens teori.
Hon har skrivit flera böcker om dansk litteratur, i synnerhet dess 1990-talsprosa, och relationen mellan nordisk prosamodernism och expressionism mellan 1910 och 1930. Hon har också studerat Julia Nybergs internationella reception.
Gunilla Hermansson är gift med Mats Malm.